# ホ・ヨンラン
ホ・ヨンラン（허영란、1980年9月16日 - ）は、韓国の女優。京畿大学校多重映像媒体学部卒。身長162cm。

## 出演

### テレビドラマ
- 私（1996年、MBC）
- 新世代報告 大人たちは分かりません（1997年、KBS）
- 男女6人恋物語（1997年、MBC）
- 完璧な男に出会う方法（1997年、KBS） - ヘジ役
- 順風産婦人科（1998年、SBS）
- 私の心を奪って（1998年、SBS） - ソ・ウンジョ役
- 青春の罠（1999年、SBS） - カン・ドンスク役
- カイスト～天才たちの青春日記～（1999年-2000年、SBS） - オ・オクチュ役
- 彼女の家（2001年、MBC） - チャン・テヒ役
- 野人時代 将軍の息子キム・ドゥハン（2002年-2003年、SBS）
- お向かいの女（2003年、MBC） - ユジョン役
- 完全なる愛（2003年、SBS） - ソジョン役
- 2度目のプロポーズ（2004年、KBS2） - ファン・ヨンジョン役
- 薯童謠（2005年-2006年、SBS） - プヨ・ウヨン役
- 姉さん（2006年、MBC） - ユン・スア役
- 愛が私たちを動かす方式（2007年、KBS2）
- 君の風景（2007年、KBS）
- 2009伝説の故郷（2009年、KBS2） - シバジ役
- ドキドキ My Love（2011年、KBS2） - キム・ミンジュ役
- 息子たち（2012年、MBC）
- マイ・ラブリー・ブラザーズ（2012年-2013年、MBC） - ユン・ガンヒ役
- アイムソーリー カン・ナムグ（2016年-2017年、SBS） - カン・ナミ役

### 映画
- 子犬、死ぬ（2003年）
- ラブ・インポッシブル～恋の統一戦線～（2003年）

## 受賞
- 1999年 SBS演技大賞 シットコム部門ニュースター賞
- 2004年 KBS演技大賞 助演女優賞